# 蒔絵

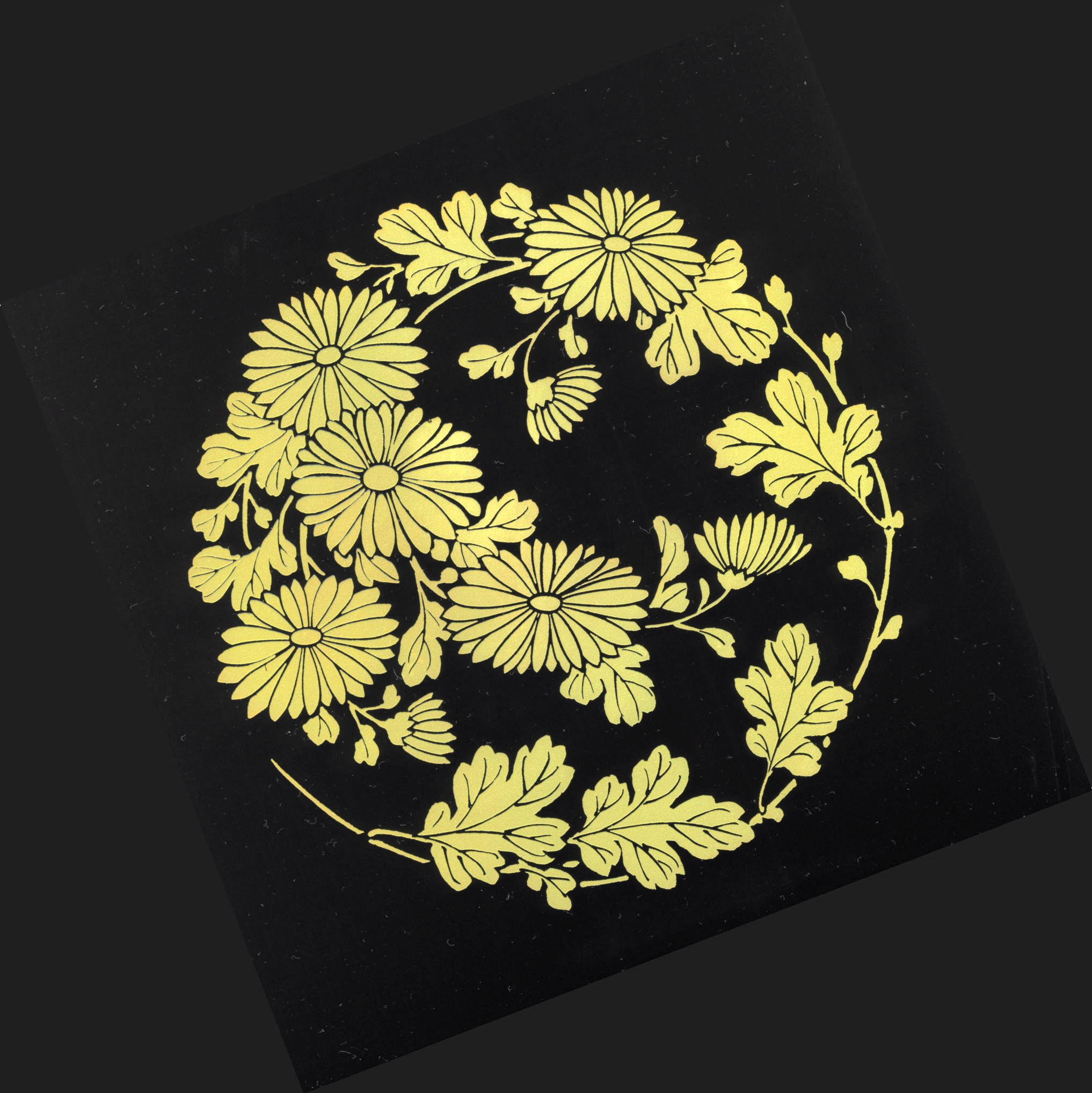
漆器の板屏風に描かれた蒔絵の菊

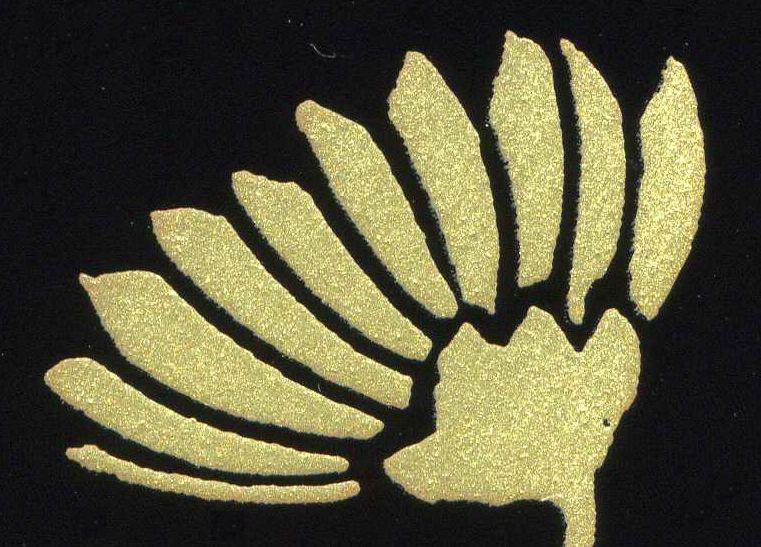
蒔絵（拡大画像）

蒔絵（まきえ）は、漆器の表面に漆で絵や文様、文字などを描き、それが乾かないうちに金や銀などの金属粉を「蒔く」ことで器面に定着させる技法、もしくはその技法を用いて作られた漆器のこと。
金銀の薄板を定着させる「平文（ひょうもん）」または、「平脱（へいだつ）」や漆器表面に溝を彫って金銀箔を埋め込む「沈金（ちんきん）」、夜光貝、アワビ貝などを文様の形に切り透かしたものを貼ったり埋め込んだりする「螺鈿（らでん）」などとともに、漆器の代表的加飾技法の一つであり、特に日本で発展し汎用された日本の漆器における代表的な技法である。「蒔絵」という用語は平安時代に初めて登場した。

## 主な技法とその歴史

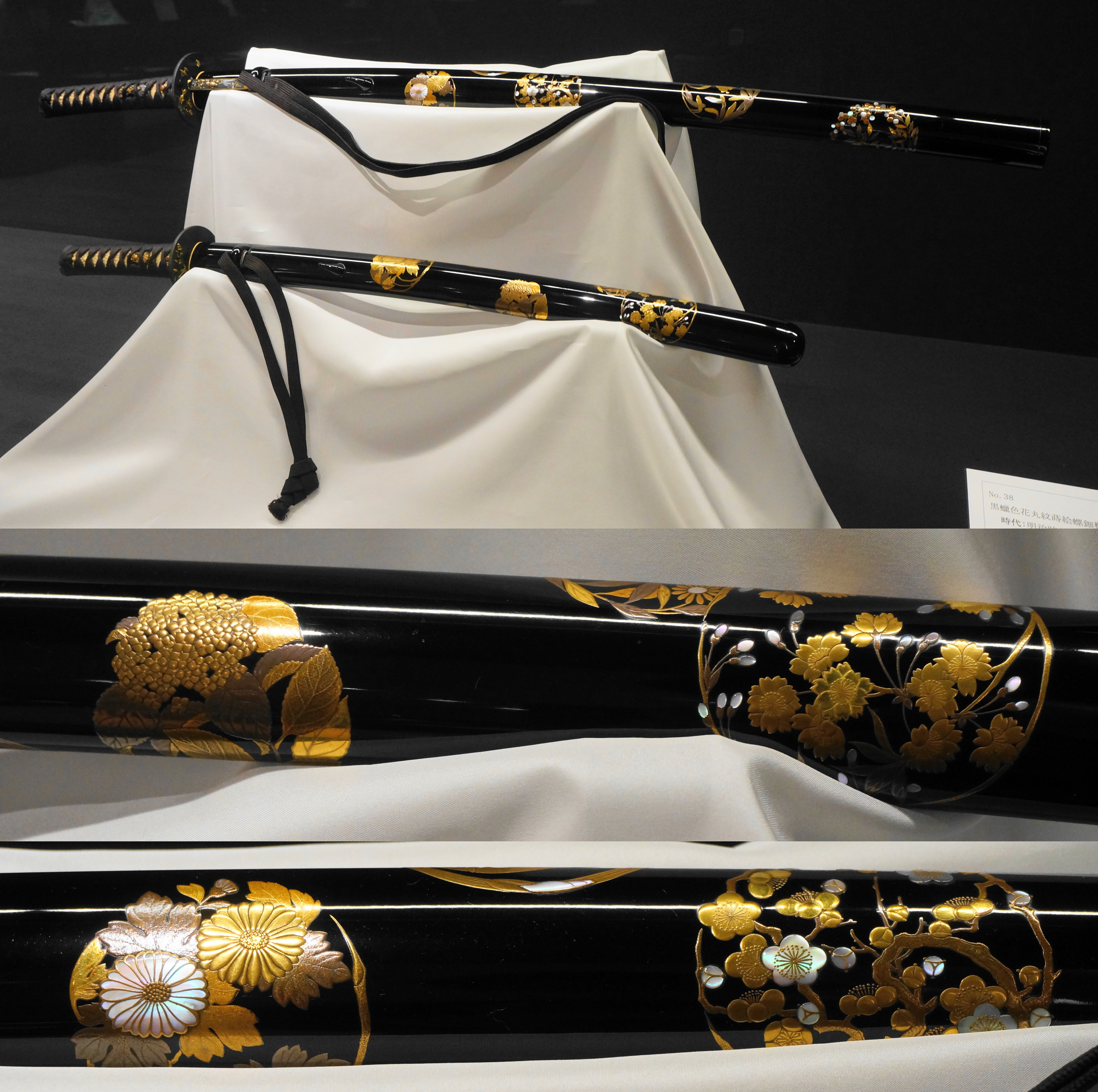
黒蝋色花丸紋蒔絵螺鈿鞘大小拵。蒔絵と螺鈿で豪華に装飾された大小（打刀と脇差）の拵。

### 工程上の分類
蒔絵は、工程上の分類として大きく分けると平蒔絵、研出蒔絵、高蒔絵の3つの技法に分類される。これに研ぎ出し蒔絵と高蒔絵を組み合わせた肉合蒔絵も含めた4つの技法が代表的な蒔絵の技法である。
平蒔絵（ひらまきえ）
最初は「置目」（おきめ）と呼ばれる下絵工程を行う。紙に原画を書き、和紙で輪郭をトレースして、その和紙に写し取られた輪郭部分に筆で生漆（ウルシの木からとったそのままの樹液）と弁柄を6:4で混ぜた焼き漆を塗って、漆器の表面に押し付け輪郭を転写させる。その後、代用の金粉を付けて輪郭を目立たせる。なお、この工程は図案が単純な場合は筆で漆器の表面に直接原画を書いてしまうため省略が可能である。次の「絵付け」もしくは「地書き」（じがき）の工程で、置目でつけられた輪郭を参考に、さらに次の工程で金属粉を蒔く予定の場所に生漆と呂色漆（鉄分と化学反応させて作られた黒漆）を1:1で混ぜた呂瀬漆を塗り接着剤とする。そして次の「粉蒔き」（ふんまき）工程で、鳥の羽の軸や竹で作られた筒を使って漆の地書きの上から金属粉を蒔き、その後乾燥させる。この後、「粉固め」（ふんがため）の工程で、呂瀬漆を金属粉の上に塗り金属粉を保護する。最初の研磨工程が次の「粉研ぎ」（ふんとぎ）である。粉固めした部分だけを研磨し、金属粉が呂瀬漆に埋め込まれた状態のまま金属粉の表面だけを露出させる。その後、「胴摺り」（どうずり）や「ツヤ上げ」の工程で、様々な粒子の大きさの研磨物で漆器全体を磨いて艶を上げていくほか、「擦漆」（すりうるし）の工程もはさんで、生漆を漆器全体に刷り込み金属粉の保護を強化する。「粉固め」の後に器面全体を黒漆で塗りこめる工程がないため背景が高くならず、絵や文様だけが少し盛り上がる点が研出蒔絵と異なる。この技法の工程は最も簡便であるが、金属粉の粒子をより微細化させる必要があるため、研出蒔絵より後の平安時代後期から現れて鎌倉時代に完成した。安土桃山時代に最も流行し、同時代の「高台寺蒔絵」の主たる技法は平蒔絵であった。
研出蒔絵（とぎだしまきえ）
金属粉を呂瀬漆で保護する「粉固め」までは平蒔絵と同じ工程を行うが、次の「塗込み」（ぬりこみ）と呼ばれる工程で、絵や文様を含んだ器面全体に黒呂色漆を塗り重ねることが、平蒔絵との最も大きな相違である。乾燥後は平蒔絵と同じく、金属粉の表面が露出するまで研磨し、様々な大きさの粒子で研磨して艶を出したり、生漆を漆器に擦り込んで金属粉を保護するが、各研磨や擦り込みの工程の手順が異なる。絵や文様を含めた器面全体に呂色漆を塗り込んだ後に研磨するため文様と背景（器の表面）は平滑になり、平蒔絵より金粉が脱落しづらい。平安時代に大きく発展し完成した技法で、金銀粉の精製技術が未発達で粒子が荒かった平安時代後期まではこの技法が蒔絵の主流であった。正倉院宝物の金銀鈿荘唐大刀に見られる「末金鏤作」（まっきんるさく）も研出蒔絵の技法工程に近いとされることから、蒔絵は奈良時代に始まったと言われることも多い。
高蒔絵（たかまきえ）
透明漆に炭や鉱物の粒子を混ぜて粘度の高い漆を作り、それを器面に塗ることで文様を隆起させ、乾燥させた後にその上から平蒔絵を施して完成となる。混ぜる粒子の種類により複数の呼称があり、炭の粉を混ぜるものを炭粉上高蒔絵（すみこあげたかまきえ）、錫の粉を混ぜるものを錫上高蒔絵（すずあげたかまきえ）という。これらは鎌倉時代中期に開発された。室町時代には、透明漆に砥石の粉末や粘土を焼いて作った粉を混ぜる錆漆（さびうるし）を使う錆上高蒔絵（さびあげたかまきえ）が開発され、より高く文様を隆起させることができるようになった。
肉合研出蒔絵（ししあいとぎだしまきえ）
高蒔絵の工程で文様を盛り上げた後に、研出蒔絵の工程を行って完成させる。高蒔絵の工程を経ているため、研出蒔絵とは異なり研磨後も器面は平滑にならない。蒔絵の中で最も複雑な技法で室町時代に開発され、江戸時代に流行した。
卵殻蒔絵（らんかくまきえ）
色漆の中でも白色の漆は、蒔絵中でも研出蒔絵等で使う場合、乾燥硬度が伴う白さが出せる色漆が現在でも困難で、白色の蒔絵の表現には、代わりとして卵殻の白色を用いる。卵殻（卵のカラ）を割り螺鈿の様に漆面に貼り、金銀粉と共に蒔絵に使う。模様に主として卵殻を多く使う蒔絵を卵殻蒔絵という。卵には、薄く繊細な表現に向いているためウズラの卵の殻をよく使用する。
スクリーン蒔絵（すくりーんまきえ）
大量生産が行われるようになり、従来の手書き蒔絵にかわる近代技法として登場した。シルクスクリーン技術を用いることにより、同じ柄を大量に短時間で描くことが可能となったが、金属粉を「蒔く」工程は今でも職人の手作業で行われる。漆の代わりにウレタン塗料などが用いられることも多く、使用する金属粉も伝統蒔絵で用いられるものとは異なる場合がある。

### 金属粉の大きさによる分類
金属粉が小さい順に、消粉蒔絵（けしふんまきえ）、平極蒔絵（ひらぎめ、ひらごくまきえ）、丸蒔絵（まるまきえ、本蒔絵とも）の3種類に大別される。粒子が細かい消粉蒔絵は作業が容易だが、粒子の接着性が弱く白っぽく光沢が少ない発色で艶がない見た目になる。粒子が大きい丸蒔絵は作業の難易度が高いが耐久性が高く、粒子の乱反射により光沢が強く派手な見た目となる。

## 作例

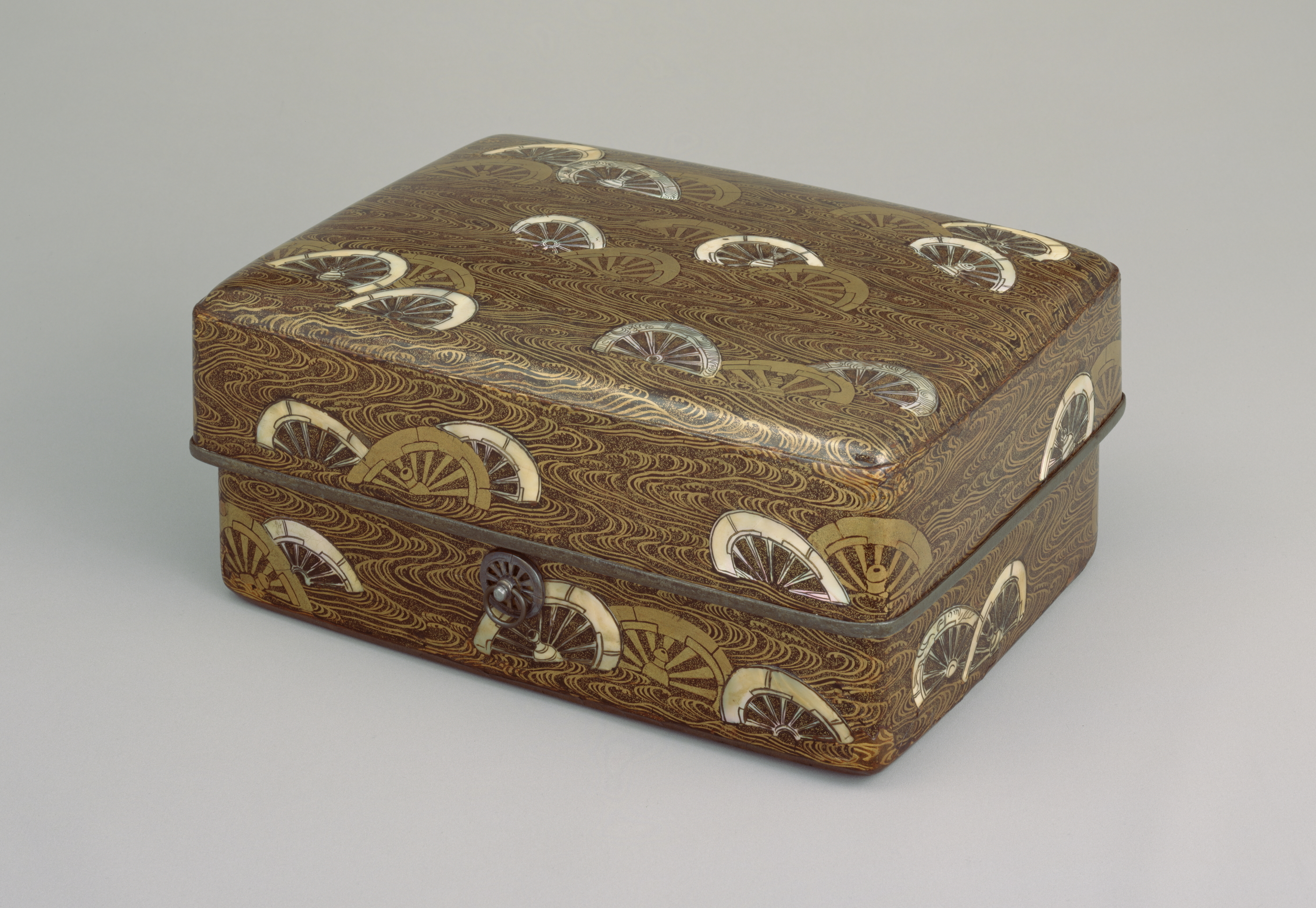
片輪車蒔絵螺鈿手箱[10]、平安時代、12世紀、国宝、東京国立博物館蔵
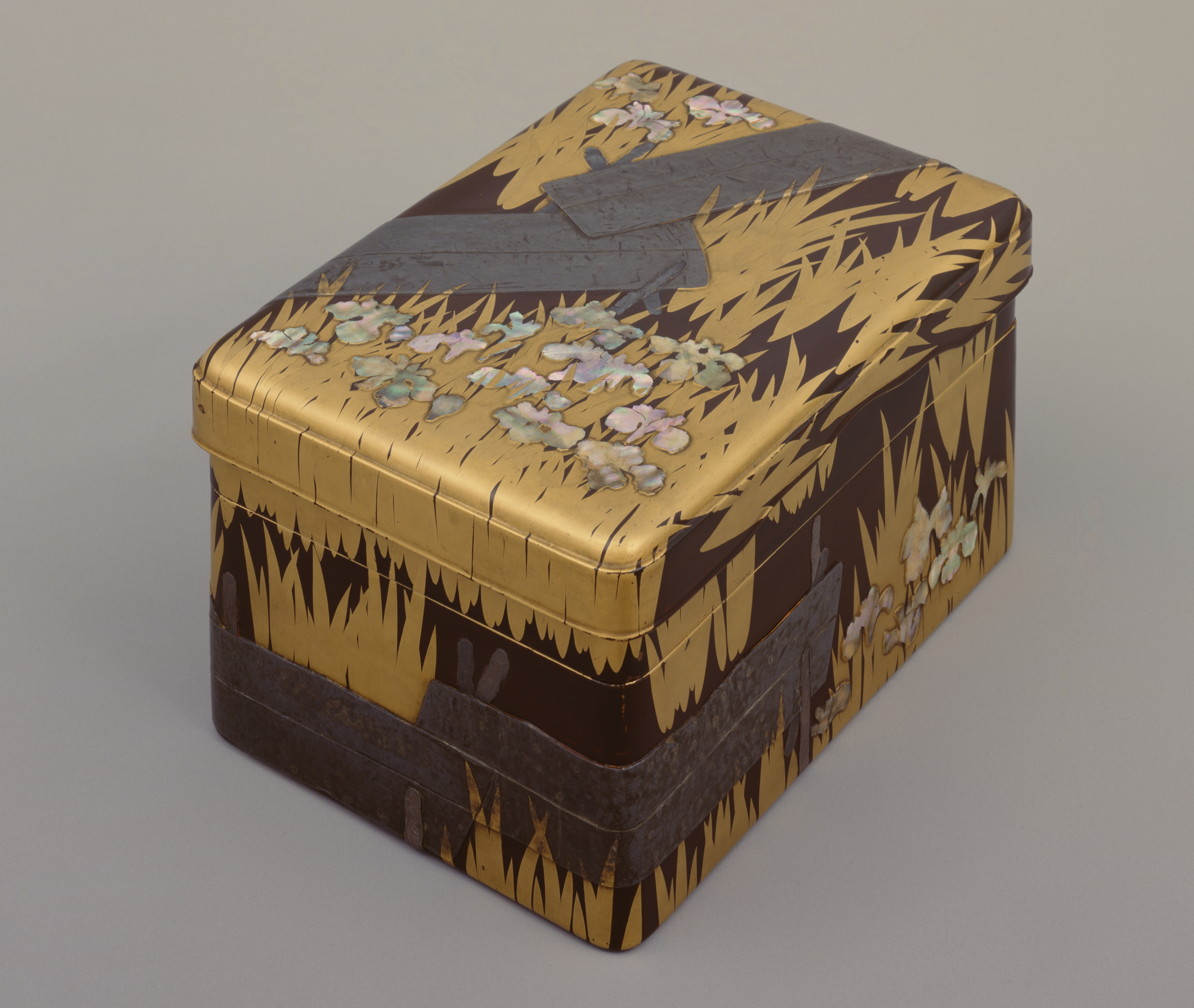
八橋蒔絵螺鈿硯箱、尾形光琳作、江戸時代、18世紀、国宝、東京国立博物館蔵
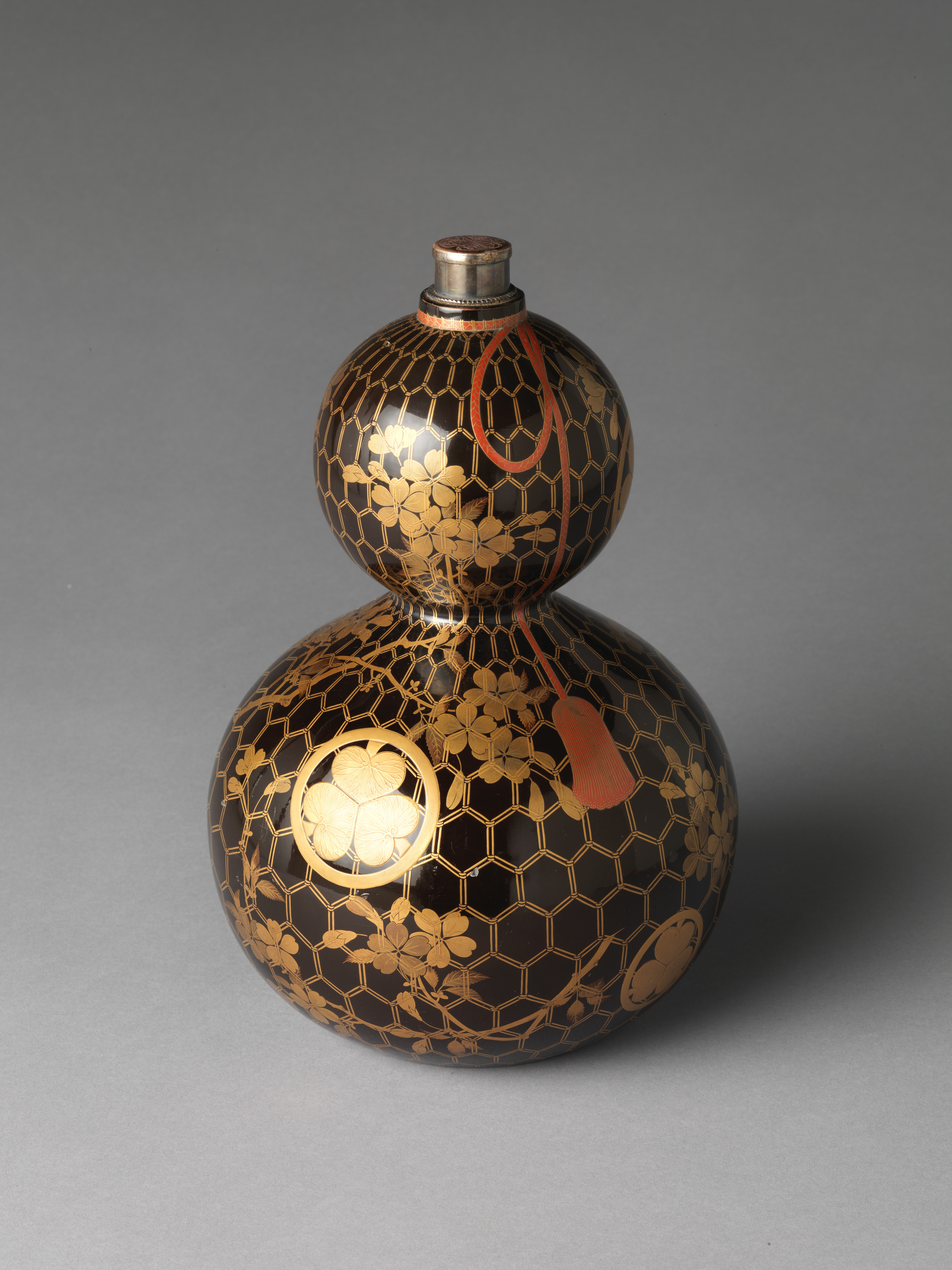
徳川氏の三つ葉葵紋が描かれたひょうたん型の蒔絵酒器、江戸時代、18世紀、メトロポリタン美術館蔵
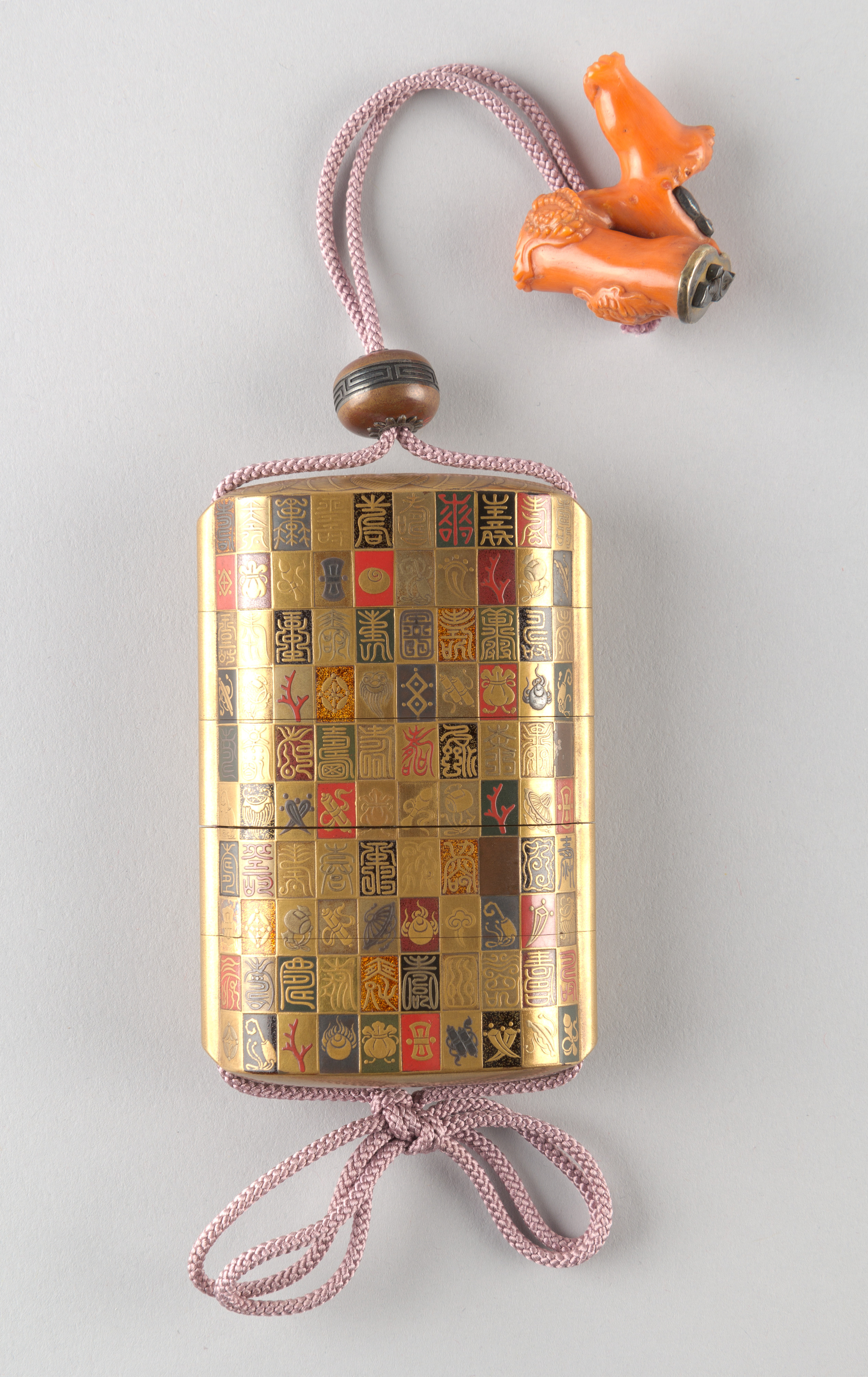
壽字吉祥文蒔絵印籠、江戸時代、18世紀、メトロポリタン美術館
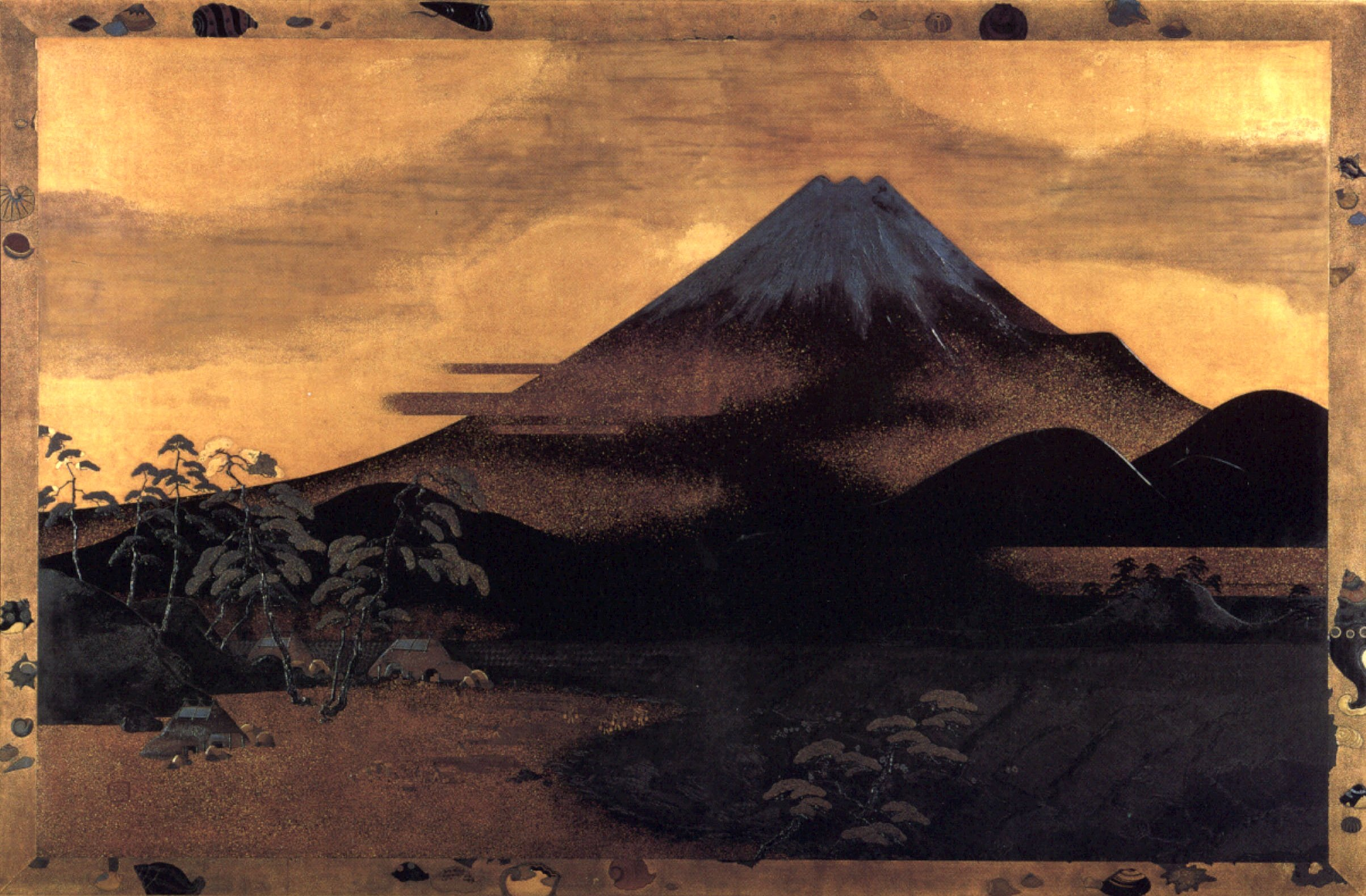
富士田子浦蒔絵額面、柴田是真作、明治時代、1872年
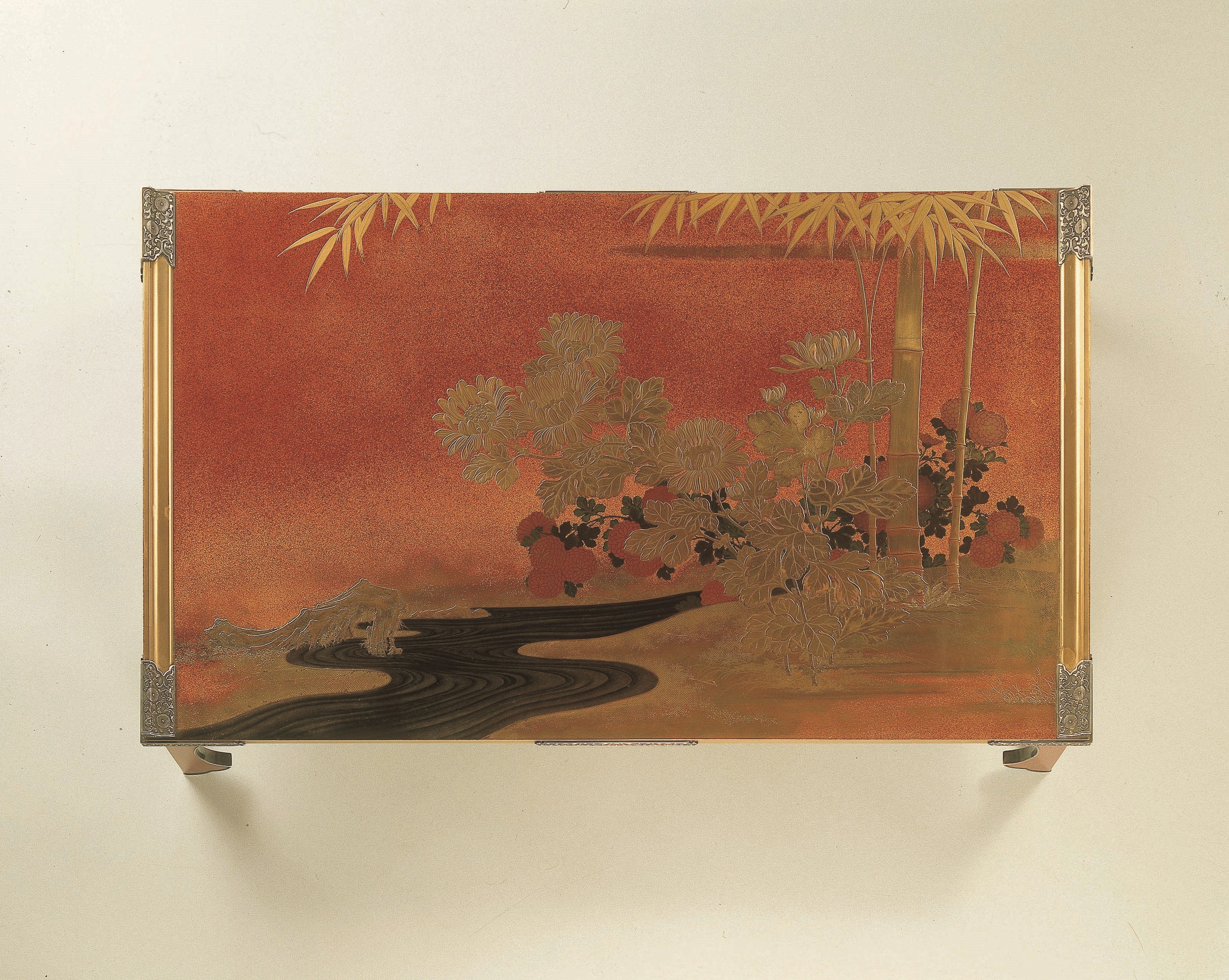
白山松哉作の蒔絵文台、明治時代、19世紀、ハリリコレクション蔵

## 流派
江戸・金沢など
- 幸阿弥派
- 五十嵐派
- 古満派
- 羊遊斎派
- 石切河岸派
- 薬研堀派
- 川之辺派
- 植松派
- 赤塚派
- 山田派
- 梶川派

駿河
- 中川派
- 深幸派
- 藤伝派
- 下山派

京都
- 琳派

## 俳諧における蒔絵
元禄元年（1688年）、松尾芭蕉の俳諧紀行記のひとつ更科紀行の本文と俳句に、蒔絵がみえる。
- 「いでや、月のあるじに酒ふるまはん」といへば、杯持ち出でたり。よの常に一めぐりも大きに見えて、ふつつかなる蒔絵をしたり。都の人は、かかるものは風情なしとて、手にも触れざりけるに、思ひもかけぬ興に入りて、碧碗玉巵の心地せらるも所がらなり。
- あの中に蒔絵書きたし宿の月　-　松尾芭蕉[11]

## 蒔絵の起源に関する論考の経緯
蒔絵は日本の漆工で特に特徴的な技法であり、日本では平安時代以降に様々な蒔絵技法が開発され、他国の漆工の歴史と比べても蒔絵作品の質と量は比類なきものである。蒔絵技法のうち最も古くからある技法が研出蒔絵（ときだしまきえ）であり、その原型となる起源に関する論考は紆余曲折があったが、常に正倉院宝物の「金銀鈿荘唐大刀（きんぎんでんそうからたち）」の鞘に施された「末金鏤作（まっきんるさく）」と合わせて論じられてきた。なお21世紀初頭時点で、研究の結果、正倉院宝物の95%は外国風のデザインを施した日本産であると考えられているが、金銀鈿荘唐大刀の鞘が日本産であったか渡来品であったかは未だ不明である。
以下に論考の経緯を記す。
1878年、黒川真頼は「金銀鈿荘唐大刀」は渡来のものであるが、その技法「末金鏤」は「平塵」であって蒔絵ではないとし、蒔絵の起源を平安時代の日本の資料に求めた。
1932年、六角紫水は「末金鏤」を金属粉と漆をあらかじめ練り合わせたもので絵を描いた「練描」であって蒔絵ではないとし、黒川と同じく平安時代の日本の資料にその起源を求め、吉野富雄、松田権六らもこの説を支持した。
同じく1932年、吉野富雄はこれまで一般に「末金鏤」と技法名のように称されて使われていた、正倉院の東大寺献物帳「国家珍宝帳」に記載してある「鞘上末金鏤作」の表記を紐解いて、これは完成品を観察した結果「末金（金粉）を以って鏤して（散りばめて）作られたもの」という意味で記載されたものであって、その製作技法を特定したものではないとし、「末金鏤」という技法はそもそも存在せず、渡来した「金銀鈿荘唐大刀」の装飾を観察したまま文字に起こした記号的な意味合いのものであるとした。また、正倉院の献物帳以外には「末金鏤」という現物も他の文献記述もないことから、勝手に「末金鏤」と略さず、原文のまま「末金鏤作」と用いるが正しいとしている
このように明治から戦後頃までの論考では「末金鏤」もしくは「末金鏤作」が渡来品に施された装飾であるとしつつも、「末金鏤」が「蒔絵」ではないことを論拠として蒔絵の日本起源説が唱えられてきた。
1953–1955年の正倉院事務所の調査によって、吉野らとともに「金銀鈿荘唐大刀」の実物を目にした松田権六は1964年、「末金鏤はまさしく後のいわゆる蒔絵の技法になるもの」と判定し、これまで支持してきた六角の「末金鏤＝練描」説を否定した。その一方で、交流があり松田自身「蒔絵界の先覚」と尊敬していた吉野の「末金鏤という技法名は存在せず、末金鏤作とするが正しい」という説をも否定し、「末金鏤」を初期蒔絵の技法名とした。さらに、「末金鏤と中国ふうによばれているのは奈良時代には蒔絵という言葉が、まだできていなかった一証拠としてよい」としたうえで、「金銀鈿荘唐大刀」が日本で作られたものであることを示唆した。その上で「この末金鏤すなわち蒔絵の技法は中国には今までのところみられないので、わが国でこのころ創始されて発達した」とし、日本起源説を維持した。この松田による発表は、著書「うるしの話」が漆工芸界のベストセラーであったことも相まって、その後「末金鏤という初期の技法で作られた金銀鈿荘唐大刀が蒔絵の最初のもの」という説が広く浸透していくこととなる。
しかし、翌1965年に松田は中国を訪問。同年末に淡交新社より発刊された荒川浩和らとの共著『日本の工芸2 漆』の技法解説の「蒔絵」の項では、「それ（蒔絵）が日本独特のものだという説もあるが、最近の中国での発掘調査では、その説は訂正されなければならないであろう」として、蒔絵日本起源説の見直しを示唆した。また、発行は松田の没後であるが、1993年に再版された著書「うるしの話」の付記には「蒔絵らしいものを中国の戦国時代（紀元前403 - 紀元前221年）の遺品に見た」と補足されている。
2002年、田川真千子は東大寺献物帳に記載されている単語やその類例を広く比較検証し、「金銀鈿荘唐大刀」の「末金鏤作」について、「末金鏤という技法名は存在せず、現物から観察的に記述したもの」として、吉野富雄と同様に「末金鏤作」は蒔絵のように特定の技法を表したものではないという結論に達している。
2009–2010年に行われた宮内庁正倉院事務所の科学的な調査研究では「末金鏤作」は研出蒔絵の技法工程に近いと結論づけられた。

## 海外での派生
メキシコでは、メキシカンスパニッシュでメキシコの漆器のことを「Maque」というが、これは日本語の蒔絵が語源である。南蛮貿易を通じてマニラ・ガレオン船でメキシコに日本の漆器が輸入されていたことが起源である。